# Yakovlev UT-1
El Yákovlev UT-1 (en ruso: УТ-1), inicialmente denominado AIR-14, fue un avión de entrenamiento monomotor y monoplaza fabricado por la oficina de diseño soviética Yákovlev durante la segunda mitad de los años 30 y que estuvo en servicio en la Fuerza Aérea Soviética desde 1937 hasta 1946.

## Historia
El UT-1 fue diseñado como un entrenador avanzado y avión acrobático monoplaza complementando al  Yákovlev UT-2, el cual era un entrenador primario y avanzado biplaza, con un diseño y apariencia similar al UT-2, pero más pequeño. Su fabricación se componía en materiales mixtos (madera-metal), cabina abierta, motor radial M-11 de 5 cilindros y hélice bipala, tren de aterrizaje convencional fijo con cubiertas aerodinámicas. En invierno podían operar con esquíes. El UT-1 y el UT-2 fueron desarrollados por el equipo de Yákovlev. El primer prototipo,  con la designación  AIR-14 correspondiente a la oficina de diseño realizó su primer vuelo en 1935.
Después de realizarse algunos cambios, el AIR-14 fue aceptado para su producción. Entre otras mejoras respecto al prototipo, el motor radial Shvetsov M-11 de 100 CV (75 kW) fue cambiado por el más potente M-11G de 115 CV (86 kW). El avión recibió la designación UT-1 (uchebno-treniróvochny {учебно-тренировочный}, entrenador primario/avanzado).
El UT-1 fue usado en la transición de los pilotos entre el UT-2 y los cazas como el Polikárpov I-16. Era difícil de volar para los novatos, pero más fácil que el I-16. En 1939 el avión fue modificado recolocando el motor 26 cm hacia adelante, lo cual mejoró su pilotaje. Durante la producción, el motor de 112 kW M-11e también fue usado. Los pilotos soviéticos rompieron varios récords con el UT-1 antes de la guerra, algunos en la variante de hidroavión. En total fueron construidas 1.241 unidades entre 1936 y 1940.

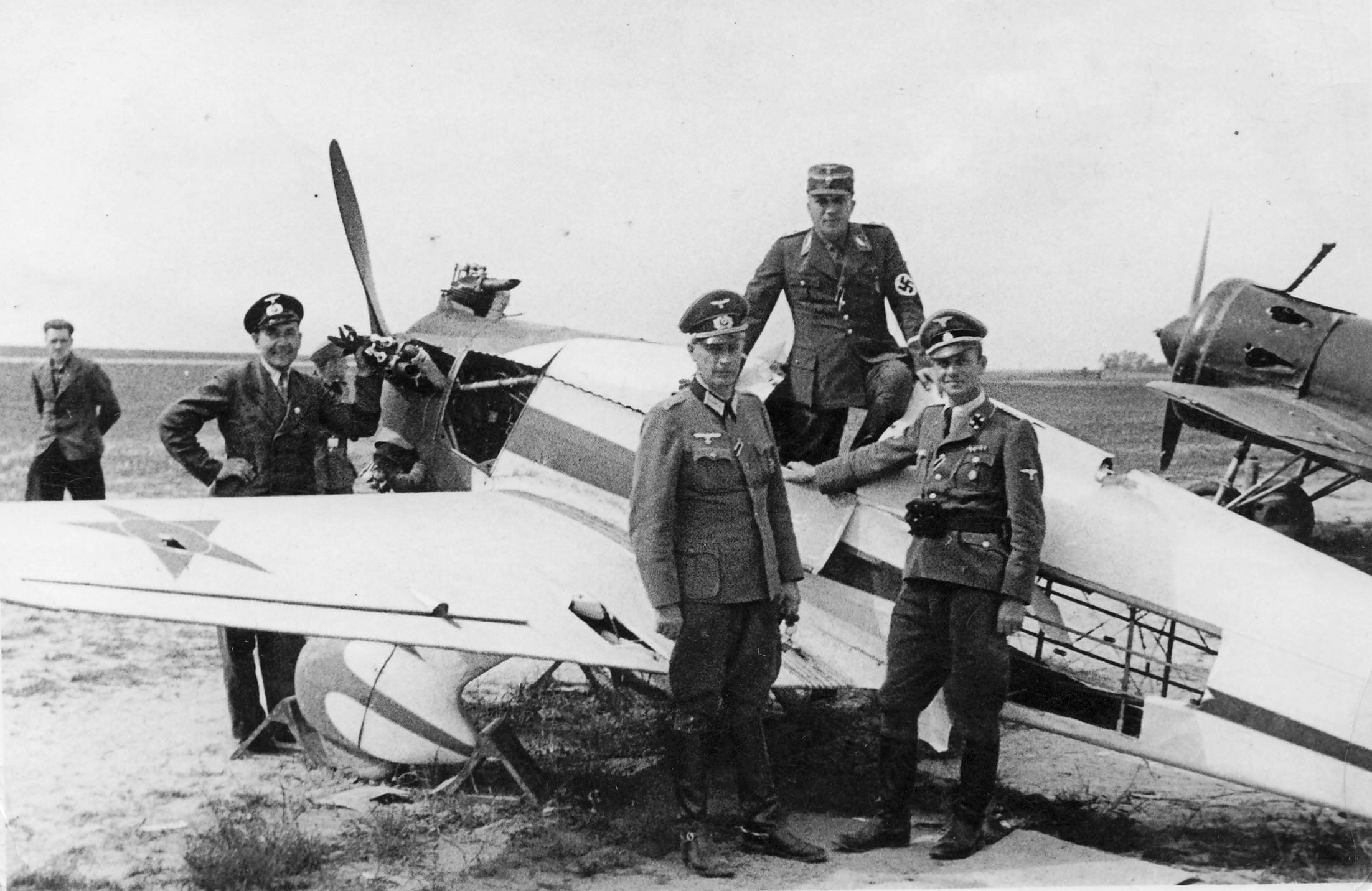
Oficiales alemanes inspeccionan un UT-1 durante la invasión de la URSS. 1941

Durante la Segunda Guerra Mundial el UT-1 fue usado para reconocimiento aéreo. Algunas unidades usadas como improvisadas máquinas de combate, fueron equipadas con ametralladoras o incluso con 2 cohetes no guiados RS-82. En febrero de 1942, cerca de 50 UT-1 fueron convertidos en talleres improvisados en aviones de ataque al suelo UT-1N (УТ-1б), equipados con dos ametralladoras y de 2 a 4 cohetes. También fueron utilizados por la Aviación de la Flota del Mar Negro en Sebastopol y el Cáucaso. Las unidades supervivientes fueron desarmadas en diciembre de 1942.

## Variantes
Versiones experimentales:
- AIR-15 (UT-15): avión de carreras, probado en 1938 por TsAGI.
- AIR-18 (UT-1): con un motor Renault Bengalí 4 en línea de 104 kW, no se produjo en serie.
- AIR-21 (Ya-21, UT-21): AIR-18 con un motor Renault Bengali 6 de 164 kW probado entre 1938 y 1939.

## Operadores
Unión Soviética
- Aviación Naval Soviética
- Fuerza Aérea Soviética

 Taiwán

## Especificaciones técnicas (UT-1)

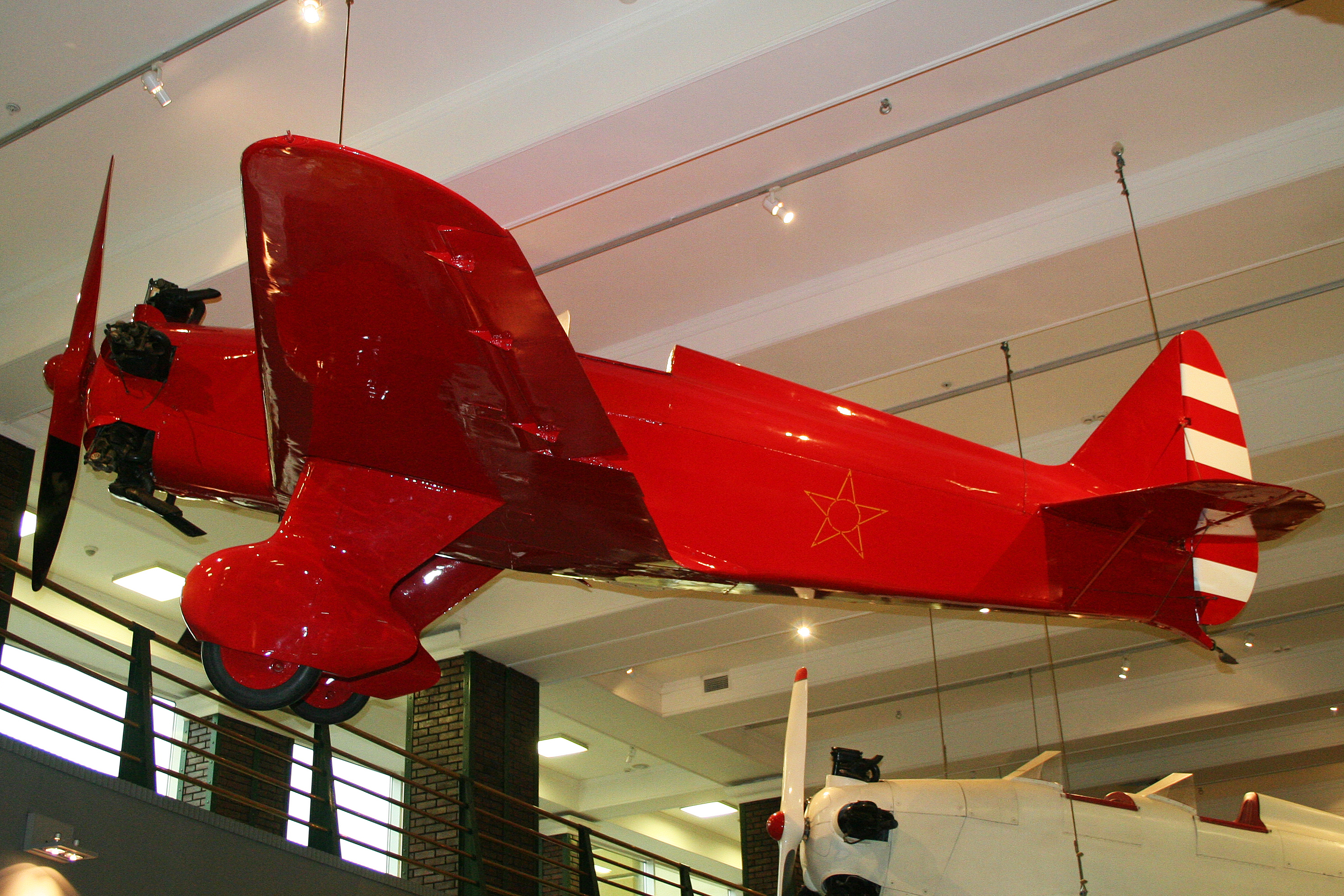
UT-1 exhibido en el Museo Técnico Vadim Zadorozhny en Arjánguelskoie, óblast de Moscú.

### Características generales
- Largo: 5,75 m
- Envergadura: 7,3 m
- Alto: 2,34 m
- Peso vacío: 420 kg
- Peso cargado: 590 kg
- Planta motriz:1 x Shvetsov M-11G enfriado por aire

### Prestaciones
- Potencia: 115 CV (86 kW)
- Velocidad normal máxima: 249 km/h
- Autonomía: 670 km
- Techo de vuelo: 7.120 m

### Desarrollos relacionados
- Yákovlev UT-2

### Aeronaves similares
- Polikárpov I-16